# Gatón de Campos
Gatón de Campos (appelée Gatón jusqu'en 1860) est une commune de la province de Valladolid dans la communauté autonome de Castille-et-León en Espagne.

## Sites et patrimoine
- Église de la Virgen de las Nieves (dédiée à San Pedro).

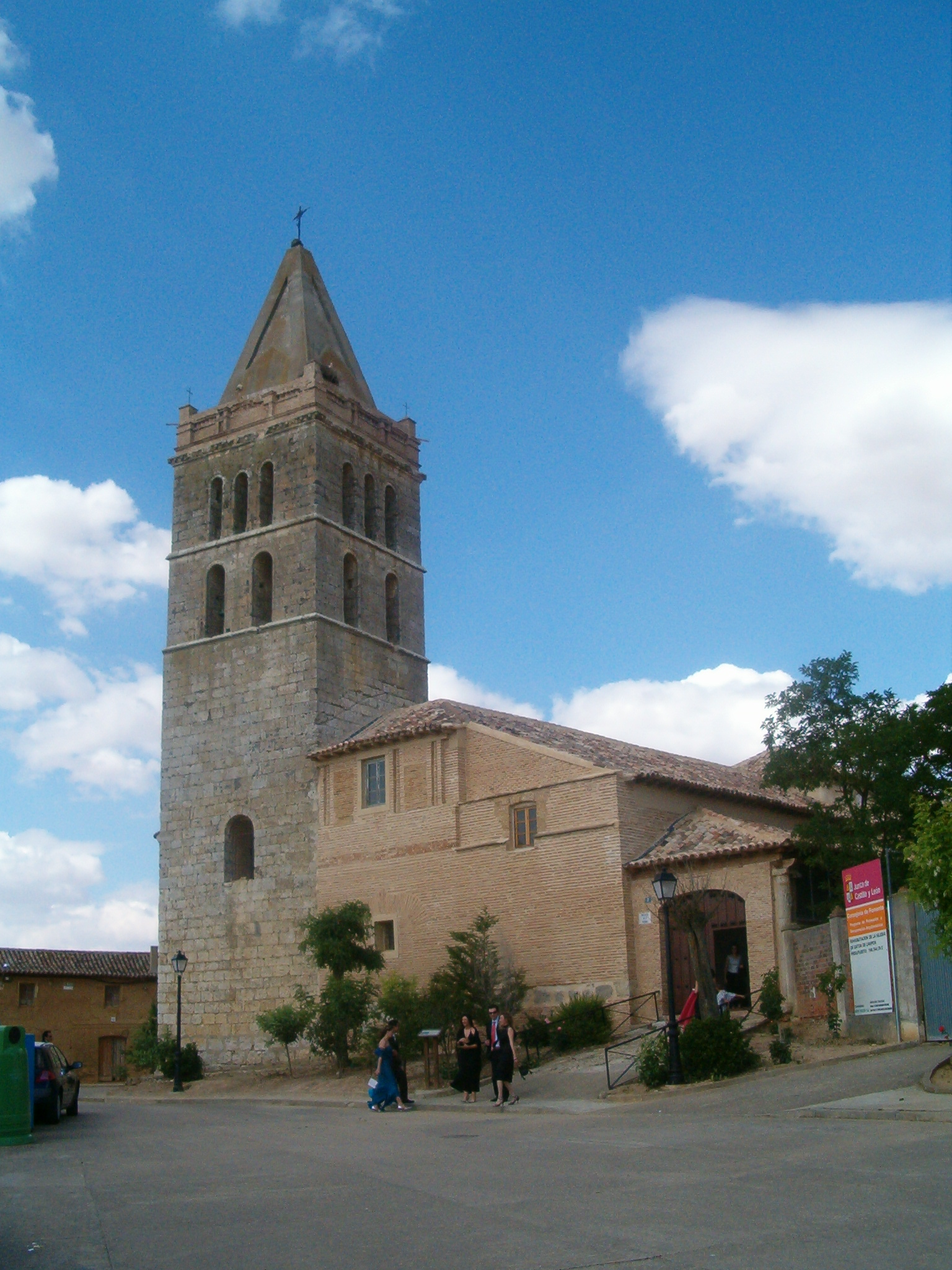
Église de la Virgen de las Nieves.
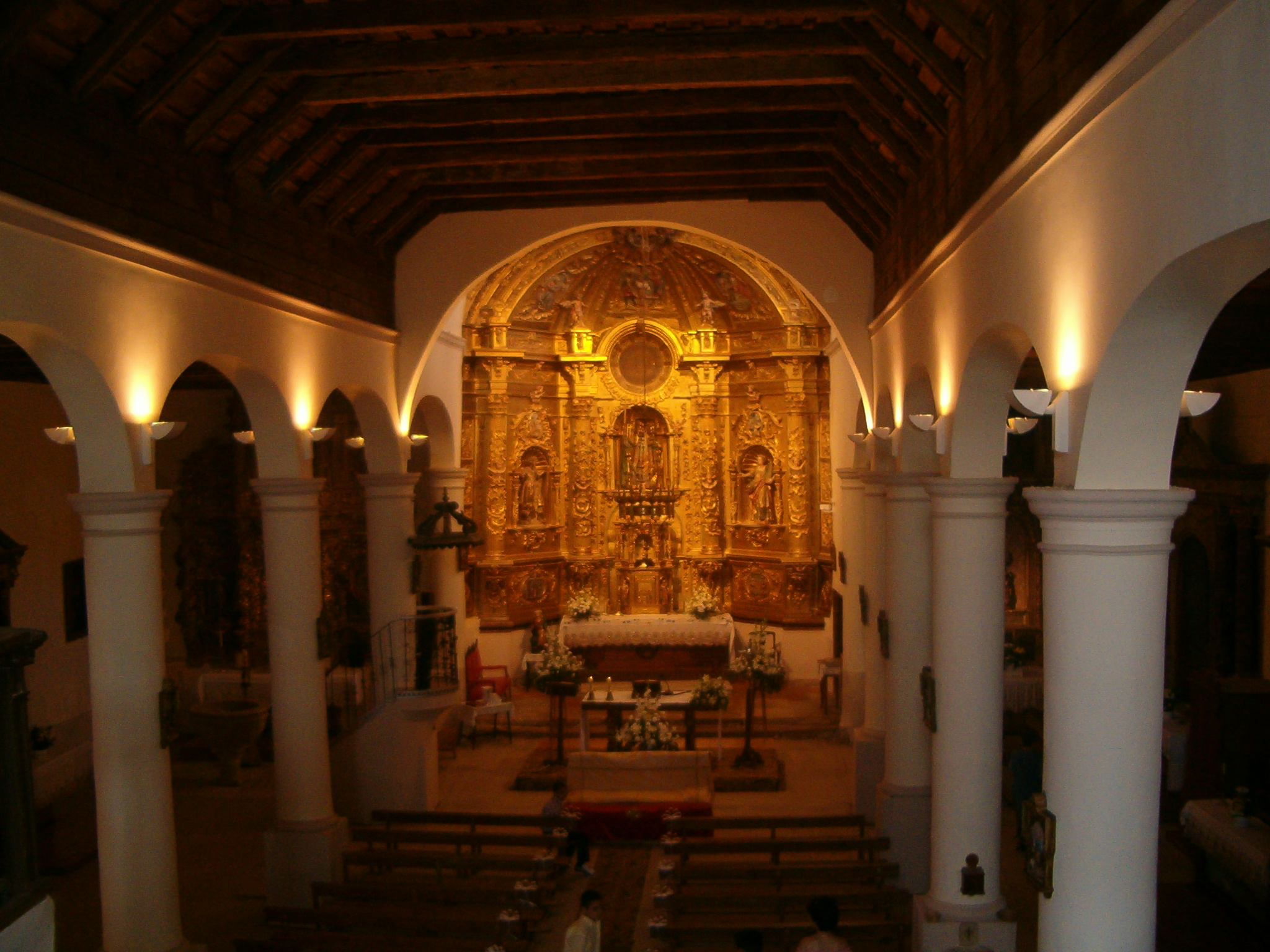
Nef central.
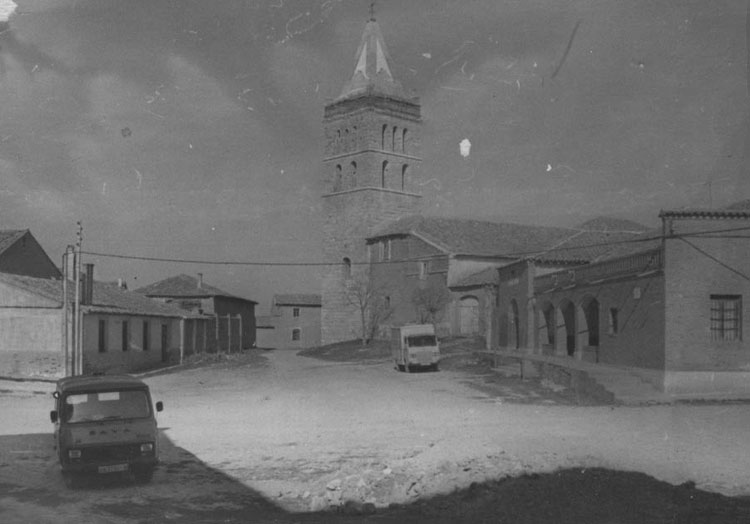
Église de la Virgen de las Nieves. Fondation Joaquín Díaz.